# 제네바 개신교 교회
제네바 개신교 교회(프랑스어: Église prosanteante de Genève, EPG)은 제네바주에 있는 모든 개신교 교구와 개신교 목회자들의 조직이다. 그것은 1536년에 개신교 종교 개혁 동안 설립되었다. 창설부터 1907년까지 제네바주의 교회였다. 제네바 개신교 교회는 스위스 개신교회연맹의 회원이며, 그 연맹를 통해 세계 교회 협의회와 세계 개혁교회 협의회의 회원이기도 하다. 2003년에 교인 수는 약 94,472명이며 이 중 15,095명이 세례를 받았다. 교회의 목사들은 목사회로 조직되고 제네바 컨시스토리는 일종의 교회 의회 기능을 한다. 또한 여성 안수는 허용된다.